# Drew Barrymore
Pour les articles homonymes, voir Barrymore.
Drew Barrymore [dɹuː ˈbæɹəˌmɔɹ], née le 22 février 1975 à Culver City (Californie), est une actrice, productrice, auteure, réalisatrice, animatrice de télévision et femme d'affaires américaine. Elle est la petite-fille de l'acteur John Barrymore et de l'actrice Dolores Costello, et la filleule du réalisateur Steven Spielberg.
Issue de la famille Barrymore qui compte plusieurs personnalités du cinéma américain, elle se fait connaître du grand public enfant avec E.T., l’extra-terrestre (1982). Après une enfance et une adolescence rebelles, et après avoir tourné des films de série B ou de moindre importance, elle fait un retour fracassant dans les années 1990 avec Scream (1996), Wedding Singer : Demain, on se marie ! (1998), À tout jamais, une histoire de Cendrillon (1998) et College Attitude (1999), qui marque ses débuts en tant que productrice.
Mais c'est dans les années 2000 qu'elle obtient ses plus gros succès en jouant et produisant via sa société de production Flower Films dans Charlie et ses drôles de dames et sa suite (2000 et 2003), puis avec Amour et amnésie (2004), Le Come-Back (2007) et Ce que pensent les hommes (2009). Elle change de registre également avec des films tels qu'Écarts de conduite (2001), Donnie Darko (2001), dont elle est également la productrice déléguée, et Confessions d'un homme dangereux (2002). En 2009, sort son tout premier film en tant que réalisatrice, Bliss, dont le rôle principal est interprété par Elliot Page. Sa prestation dans le téléfilm biographique de HBO Grey Gardens (2009) lui vaut des critiques positives et lui permet d'obtenir le Golden Globe de la meilleure actrice dans une mini-série ou un téléfilm.
Bien que durant la décennie suivante, elle passe, essentiellement, derrière la caméra, en tant que productrice, elle tient des rôles remarqués au cinéma dans Ma meilleure amie (2015) et à la télévision dans la série comique Santa Clarita Diet (2017-2019) dont elle est aussi la productrice déléguée. Depuis 2020, elle anime et produit son propre talk show télévisée, The Drew Barrymore Show.
Parallèlement à sa carrière d'actrice, Drew Barrymore défend plusieurs causes caritatives, notamment en étant ambassadrice contre la faim pour le Programme alimentaire mondial de l'ONU. Elle est autrice de quatre livres, dont un consacré sur sa passion pour la photographie, et a créé une gamme de cosmétiques ainsi que d'autres entreprises commerciales.

## Biographie

### Enfance et jeunesse
Drew Barrymore est née à Culver City, en Californie. Elle est la fille de l'acteur américain John Drew Barrymore et de l'actrice et productrice Jaid Barrymore (née Ildikó Jaid Makó), qui est née dans un camp de personnes déplacées de réfugiés hongrois de la Seconde Guerre mondiale à Brannenburg, en Allemagne de l'Ouest,. Du côté de son père, Barrymore a trois demi-frères et demi-sœurs plus âgés, dont l'acteur John Blyth Barrymore. Ses parents ont divorcé en 1984, quand Barrymore avait neuf ans.

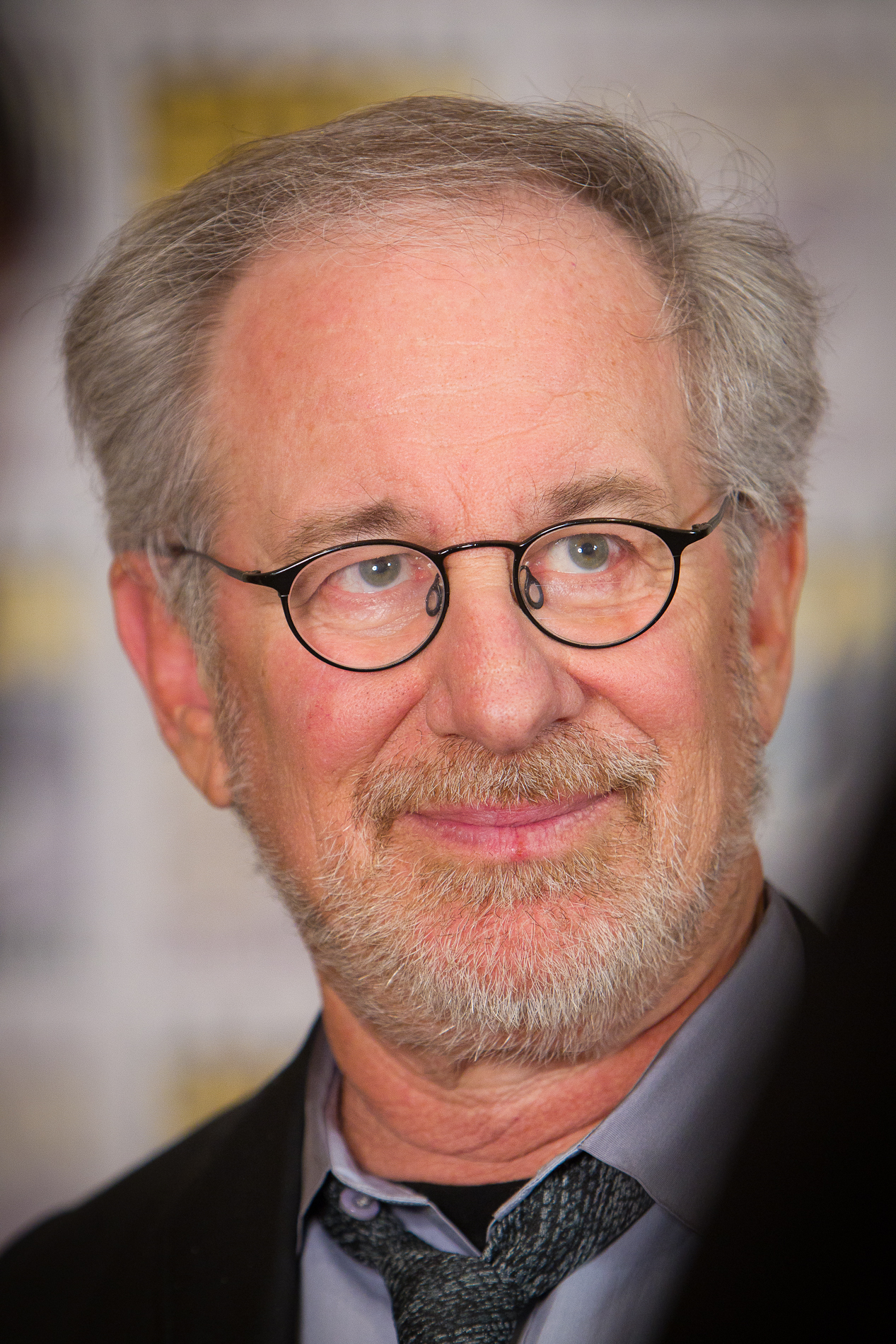
Le réalisateur Steven Spielberg (en 2011), parrain de Drew Barrymore.

Barrymore est issue d'une famille d'acteurs. Tous ses arrière-grands-parents paternels, Maurice et Georgiana Drew Barrymore, Maurice et Mae Costello (née Altschuk), et ses grands-parents paternels, John Barrymore et Dolores Costello  étaient des acteurs, John étant sans doute l'acteur le plus acclamé de sa génération,. Elle est également une nièce de Diana Barrymore, une petite-nièce de Lionel Barrymore, Ethel Barrymore et Helene Costello, ainsi qu'une arrière-arrière-petite-fille de John, d'origine irlandaise, et de Louisa Lane Drew, d'origine anglaise, qui étaient tous également acteurs. Elle est l'arrière-petite-nièce de l'idole de Broadway John Drew, Jr., et de l' acteur, scénariste et réalisateur de films muets Sidney Drew.
Les marraines de Barrymore sont l'actrice Sophia Loren et la veuve de Lee Strasberg, Anna Strasberg. Barrymore a décrit sa relation avec cette dernière comme une relation qui « deviendrait si importante » pour elle en tant qu'enfant « parce qu'elle était si gentille et attentionnée ». Son parrain est le réalisateur Steven Spielberg,,,. Barrymore considère Spielberg comme la seule personne dans sa vie à ce jour qui a été une « figure parentale » pour elle.
Le prénom de Barrymore, Drew, était le nom de jeune fille de son arrière-grand-mère paternelle Georgie Drew, et son deuxième prénom, Blythe, était le nom de famille utilisé pour la première fois par son arrière-grand-père Maurice Barrymore. Dans son autobiographie Little Girl Lost, paru en 1990, Barrymore a raconté les premiers souvenirs de son père violent, qui a quitté la famille quand elle avait six mois. Son père et elle n'ont jamais eu quoi que ce soit qui ressemble à une relation significative et se parlaient rarement.
Barrymore a grandi sur Poinsettia Place à West Hollywood, jusqu'à ce qu'elle déménage à Sherman Oaks à l'âge de sept ans. Dans ses mémoires de 2015, Wildflower, elle dit qu'elle parle « comme une Valley girl » parce qu'elle a grandi à Sherman Oaks. Elle est retournée à West Hollywood après s'être émancipée à l'âge de quatorze ans. Barrymore a fréquenté l'école primaire à Fountain Day School à West Hollywood et Country School. À la suite de sa célébrité soudaine, Barrymore a enduré une enfance notoirement troublée en tombant dans l'addiction de la drogue et de l'alcool. Elle était une habituée du Studio 54 en tant que jeune fille, et sa vie nocturne et ses fêtes constantes sont devenues un sujet populaire auprès des médias. Elle a été placée en cure de désintoxication à l'âge de 13 ans, et a passé dix-huit mois dans une institution pour malades mentaux. Une tentative de suicide à 14 ans l'a renvoyée en cure de désintoxication, suivie d'un séjour de trois mois avec le chanteur David Crosby et sa femme. Le séjour a été précipité, a déclaré Crosby, car elle « avait besoin d'être entourée de personnes engagées dans la sobriété ». Barrymore a décrit la période de sa vie pour Little Girl Lost. Après une requête d'émancipation réussie auprès du tribunal pour mineurs, elle a emménagé dans son propre appartement à l'âge de quinze ans,.

## Carrière

### Révélation précoce et retrait (années 1980)

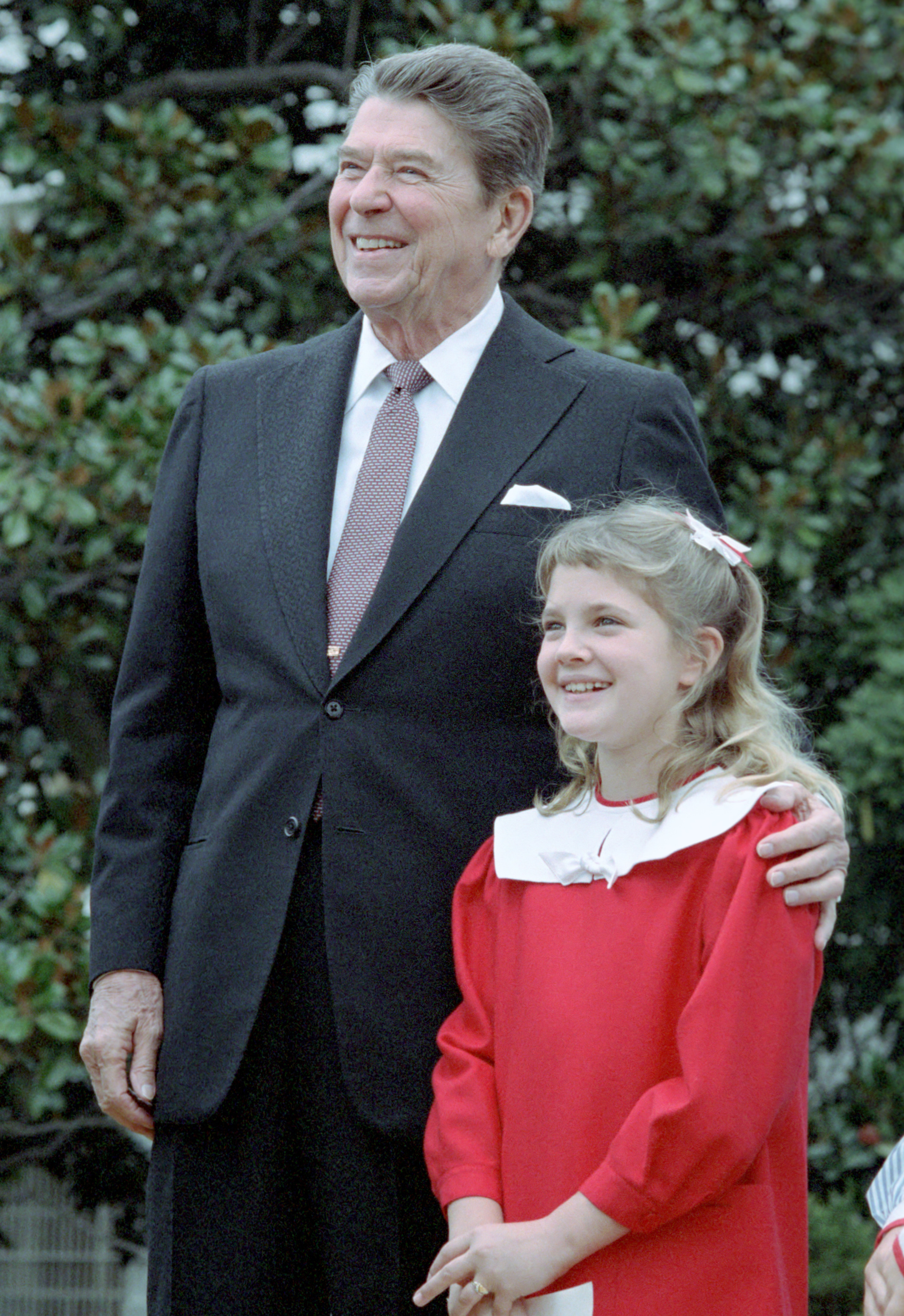
Âgée de 9 ans, avec le président des États-Unis Ronald Reagan, le 17 octobre 1984.

La carrière de Barrymore commence à l'âge de onze mois, lorsqu'elle est apparue dans une publicité pour la nourriture pour chiens. Elle a été pincée par sa co-star canine, à laquelle elle a simplement ri et a été embauchée pour le travail. Après ses débuts au cinéma avec un petit rôle dans Au-delà du réel en 1980, elle obtient à sept ans le rôle de Gertie dans E.T., l'extra-terrestre réalisé par Steven Spielberg. Spielberg a estimé qu'elle avait la bonne imagination pour son rôle après l'avoir impressionné avec une histoire selon laquelle elle dirigeait un groupe de punk rock. Sorti en salles en 1982, E.T. a été le film le plus rentable des années 1980 et a fait d'elle l'un des enfants acteurs les plus célèbres de l'époque. Barrymore a remporté un Young Artist Award de la meilleure actrice dans un second rôle,. En apparaissant dans un épisode de la huitième saison de l'émission humoristique Saturday Night Live, Barrymore est devenue la plus jeune personne à apparaître en tant qu'invité-hôte de la série.
Dans Firestarter, adaptation cinématographique du roman Charlie de Stephen King sorti en 1984, Barrymore incarne une fille ayant le pouvoir de pyrokinésie qui devient la cible d'une agence gouvernementale secrète. Cette même année, elle incarne une jeune fille qui divorce de ses célèbres parents dans Divorce à Hollywood, pour lequel elle est nommée pour son premier Golden Globe de la meilleure actrice dans un second rôle,. Dans une critique publié dans le Chicago Sun-Times, Roger Ebert a déclaré que « Barrymore est la bonne actrice pour ce rôle précisément parce qu'elle l'aborde avec un calme si grave ».
Barrymore a enduré une jeunesse troublée et a continué à jouer au cours de la décennie. Elle a joué dans le film d'horreur d'anthologie Cat's Eye (1985), également écrit par Stephen King. Le film a reçu des critiques positives et Barrymore a été nommée pour un Young Artist Award de la meilleure jeune actrice principale. On lui a offert d'interpréter Cécile pour Les Liaisons dangereuses, mais le rôle est allé à Uma Thurman.
En 1989, a joué dans le film romantique À demain, mon amour. Vincent Canby du New York Times a critiqué la « falsification à la mode » du film, mais a émis un avis positif pour Barrymore. Dans Mauvaises Rencontres, elle incarne une adolescente qui se retrouve coincée avec son père dans la petite ville d'une partie reculée du désert. Le film est passé largement inaperçu du public et a reçu un accueil négatif de la part des critiques, qui ont rejeté la représentation sexuelle de son rôle.

### Retour progressif et transition vers des rôles d'adultes (années 1990)

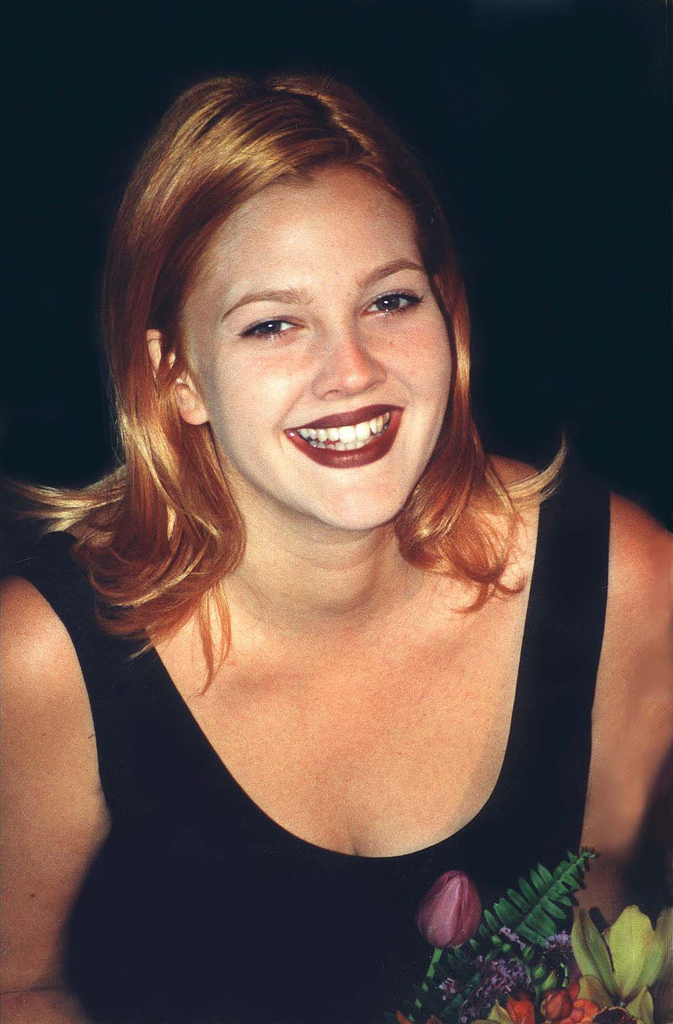
L'actrice en 1997, l'année de tournage de À tout jamais.

Bien qu'elle se soit remise de ses problèmes de drogues et d'alcool en entrant dans l'âge adulte, elle garde cette image de « mauvaise fille », et l'exploite même pour relancer sa carrière dans les années 1990, après une succession de petits rôles dans des films de série B et à la télévision. La rébellion de Barrymore s'est manifestée à l'écran et la publication. Elle s'est forgée une image de séductrice adolescente manipulatrice, à commencer par Fleur de poison (1992), qui a été un échec commercial au box-office, mais qui est devenu populaire grâce à la vidéo et à la télévision par câble,. Son personnage, Ivy, a été classé no 6 sur la liste des 26 meilleures « mauvaises filles » de tous les temps par Entertainment Weekly. Barrymore a dix-sept ans lorsqu'elle a posé nue avec son fiancé de l'époque, l'acteur Jamie Walters, pour la couverture du numéro de juillet du magazine Interview, elle est également apparue nue sur les photos à l'intérieur du numéro.
Dans Le Démon des armes (1992), Barrymore a joué une adolescente qui tue son beau-père sexuellement abusif à l'aide d'une arme à feu. Variety a fait remarquer qu'elle « réussit de manière impressionnante » à interpréter son personnage et sa prestation lui vaut d'être nommée pour le Golden Globe de la meilleure actrice dans une mini-série ou un téléfilm. En 1993, Barrymore a joué la sœur cadette d'une ballerine assassinée dans Société secrète et une écrivaine suivi de ce qui est apparemment son jumeau diabolique dans le thriller horrifique Le Double maléfique. Les deux films ont été mal reçus par la critique et n'ont pas réussi à trouver un public,,. Elle est apparue dans le western Belles de l'Ouest en 1994, qui suit quatre anciennes prostituées en fuite à la suite d'un homicide justifiable et d'une évasion de prison. Roger Ebert, dans sa critique du film, écrit pour le Chicago Sun-Times que c'est une « bonne idée, de faire un western sur quatre femmes dures », ajoutant aussi « et quel film triste ».
Barrymore a posé nue pour le numéro de janvier 1995 de Playboy,. Steven Spielberg, qui est aussi son parrain, lui a donné une couverture pour son vingtième anniversaire avec une note, « Couvre-toi » et des copies de ses images Playboy, qui étaient modifiées par son département artistique afin qu'elle apparaisse entièrement vêtue. Lors de son apparition dans le Late Show with David Letterman la même année, Barrymore a grimpé sur le bureau et a montré ses seins à David Letterman et lui a donné un baiser sur la joue comme cadeau d'anniversaire. Elle est modèle dans une série de publicités pour les jeans Guess pendant cette période.
Dans la comédie dramatique Avec ou sans hommes (1995) dans lequel elle partage la vedette avec Whoopi Goldberg et Mary-Louise Parker, Barrymore a joué une jeune femme enceinte qui tente d'échapper à son petit ami violent. Le film est un succès commercial modeste au box-office, mais est bien reçu par les critiques. Dans le film de super-héros Batman Forever (1995), elle a joué l'une des deux assistantes pour Double-Face, incarné par Tommy Lee Jones,.
En 1996, Drew Barrymore fait une apparition brève mais notable dans le slasher Scream de Wes Craven. Elle a lu le scénario du film et était intéressée à s'impliquer, approchant elle-même l'équipe de production pour demander un rôle. Les producteurs n'ont pas tardé à profiter de son intérêt inattendu et l'ont signée pour jouer le rôle principal de Sidney Prescott. Cependant, après des engagements inattendus, Barrymore incarne le rôle de soutien Casey Becker tandis que Neve Campbell incarne Sidney. À sa sortie, Scream est acclamé par la critique et rapporte 173 millions de dollars au box-office mondial,. Au cours des années 1990, Barrymore a rétabli son image et a continué à être une star très bankable,.
En 1998, Drew Barrymore est à l'affiche de trois films. Dans la comédie romantique Wedding Singer : Demain, on se marie !, Barrymore incarne une serveuse amoureuse du rôle-titre, incarné par Adam Sandler. Variety a trouvé que le film était une « saga fougueuse, drôle et chaleureuse » qui les sert « d'une nouvelle manière qui améliore leurs qualités les plus gagnantes ». Budgétisé à 18 millions de dollars, le film rapporte 123,3 millions de dollars au box-office mondial. Dans Méli-mélo, Barrymore joue une femme enceinte tombant sans le savoir amoureuse du beau-fils de leur défunt père et de son bébé. Elle joue dans le film dramatique historique À tout jamais, une histoire de Cendrillon, qui a rapporté 98 millions de dollars et qui est inspiré par le conte de fées Cendrillon. Roger Ebert a dit à propos de Barrymore et du film qu'« elle peut tenir l'écran et nous impliquer dans ses personnages ».
Barrymore prête sa voix à un Jack Russell terrier dans le téléfilm d'animation de Noel Olive, the Other Reindeer et a été nommé pour un Primetime Emmy Award. Après avoir créé sa société de productions Flower Films, Barrymore et Nancy Juvonen ont produit le premier film de la société, College Attitude (1999), dans lequel Barrymore joue une jeune secrétaire de rédaction du Chicago Sun-Times anxieuse chargée d'infiltrer un lycée pour les besoins d'un article. Alors que l'accueil des critiques est mitigée, CNN a noté que l'actrice est la raison pour laquelle le film fonctionne car « son timing comique et sa volonté de tout mettre en œuvre dans sa quête du rire se combinent pour faire [du film] une expérience cinématographique gratifiante ». Le film rencontre un succès commercial, rapportant 84,5 millions de dollars de recettes mondiales, dont 55 millions rien qu'aux États-Unis, pour un budget de 25 millions de dollars,. Par la suite, College Attitude a obtenu le statut de film culte,,,,,,.

### Production et succès (années 2000)

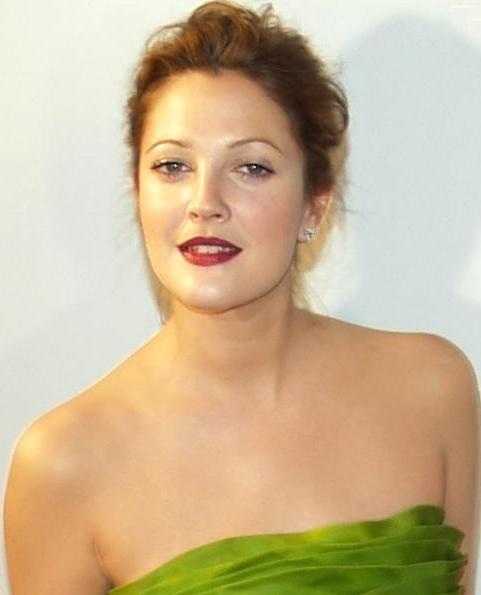
Drew Barrymore lors de la présentation de Lucky You au Festival de Tribeca en 2007.

En 2000, Drew Barrymore connaît un succès commercial majeur avec le film d'action Charlie et ses drôles de dames, qu'elle produit également et dans lequel elle partage l'affiche avec Cameron Diaz et Lucy Liu dans le rôle du trio d'enquêtrices. Bien que les critiques sont mitigées,, le film rapporte plus de 264 millions de dollars de recettes, ce qui a permis de contribuer à solidifier la position entre Barrymore et sa société de production,. Par la suite, elle tient le rôle principal de la comédie dramatique Écarts de conduite, celui d'une que mère adolescente dans un mariage raté et qui est basé sur l'histoire réelle de l'auteure Beverly Donofrio.
Quand la production du thriller de science-fiction Donnie Darko (2001) de Richard Kelly a été menacé, Barrymore a aidé à le financer via sa société de production et tient le rôle du professeur d'anglais du personnage principal,,. Le film obtient un large accueil critique favorable,, mais n'est pas un succès au box-office car sorti six semaines après les attentats du 11 septembre. Toutefois, Donnie Darko est devenu par la suite un film culte après la sortie en DVD, inspirant de nombreux sites Web consacrés à démêler les rebondissements et les significations de l'intrigue.
Barrymore a joué dans le premier film réalisé par George Clooney, Confessions d'un homme dangereux (2002), basé sur l'autobiographie du producteur de télévision Chuck Barris et dans lequel elle retrouve Sam Rockwell après Charlie et ses drôles de dames et partage l'affiche avec Julia Roberts et Clooney. À sa sortie, le film obtient un succès d'estime. Barrymore reprend son rôle de Dylan Sanders dans Charlie's Angels : Les Anges se déchaînent !, et a joué avec Ben Stiller dans la comédie Un duplex pour trois, réalisé par Danny De Vito. Si Un duplex pour trois est un échec critique et commercial,, le second opus de Charlie's Angels obtient des critiques mitigées et un succès commercial, bien qu'inférieur au premier volet .
En 2004, elle partage l'affiche avec Adam Sandler dans la comédie dramatico-romantique Amour et amnésie. Également productrice avec Sandler, elle incarne une jeune femme atteinte d'amnésie antérograde qui lui fait oublier au réveil tous les événements survenus la veille, notamment sa relation avec un vétérinaire marin joué par Sandler,. Roger Ebert, dans sa critique du film, a fait remarquer que Barrymore faisait preuve d'une « sincérité souriante et timide », dans ce qu'il a décrit comme un film « séduisant et adorable ». Amour et amnésie remporte un succès commercial, avec 196,4 millions de dollars de recettes mondiales. Dans Terrain d'entente, adaptation américaine de 2005 du roman Carton jaune de Nick Hornby et qui avait déjà été adapté au cinéma au Royaume-Uni en 1997, Barrymore a joué l'intérêt amoureux d'un professeur d'école immature (Jimmy Fallon). Le film a rapporté un succès commercial modeste, avec 50 millions de dollars de recettes mondiales et a eu des critiques généralement favorables de la part des critiques qui ont estimé qu'il « a suffisamment de charme et de chimie à l'écran entre [Fallon et Barrymore] pour en faire un succès solide ».

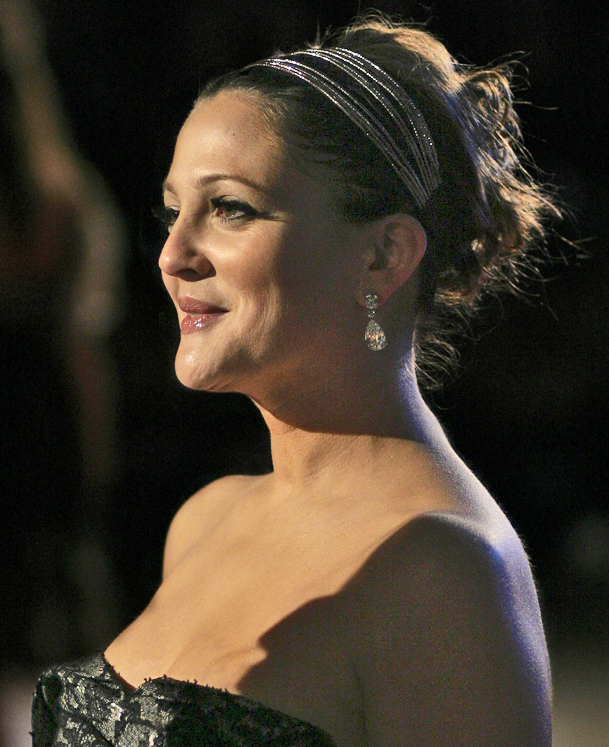
Lors de la première du film Le Come-back à Londres le 5 février 2007.

En 2007, elle partage l'affiche avec Hugh Grant dans la comédie romantique Le Come-back, qui se concentre sur la relation qui évolue entre une ancienne idole de la musique pop et une jeune femme ayant le don de l'écriture alors qu'ils luttent pour composer une chanson pour une jeune star de la pop. À sa sortie, Le Come-back a reçu des critiques largement positives, avec The Washington Post trouvant les deux acteurs principaux « géniaux ensemble » dedans et est un succès commercial, rapportant 145 millions de dollars américains dans le monde,.
Dans le film de poker Lucky You de Curtis Hanson (2007), Barrymore a joué une chanteuse en herbe et le sujet des affections d'un joueur talentueux,. Dans le film Le Chihuahua de Beverly Hills (2009), elle prête sa voix au personnage principal, un animal de compagnie richement choyé qui se fait prendre au Mexique et doit échapper à un Doberman diabolique.
En 2009, Barrymore a joué dans la comédie d'ensemble Ce que pensent les hommes, qui a reçu des critiques mitigées, en partie à cause de son temps limité à l'écran,,, alors qu'il a rapporté 178 millions de dollars américains dans le monde. La même année, elle prête ses traits à joué Edith Bouvier Beale, la fille d' Edith Ewing Bouvier Beale (Jessica Lange) dans le téléfilm de HBO Grey Gardens, qui est basé sur le film documentaire du même nom de 1975. Le téléfilm a été un énorme succès, remportant cinq Primetime Emmy Awards et deux Golden Globe Awards. Le critique du magazine Rolling Stone Peter Travers a trouvé que Barrymore était une « révélation » dans son rôle. Pour sa prestation, Barrymore a été nommée pour l'Emmy Award de la meilleure actrice principale dans une mini-série ou un téléfilm et a remporté le Golden Globe de la meilleure actrice dans une mini-série ou un téléfilm et le Screen Actors Guild pour la performance exceptionnelle d'une actrice dans une mini-série ou un téléfilm
Barrymore a joué dans son premier film en tant que réalisatrice, Bliss. Il suit une lycéenne (Elliot Page) abandonnant la scène du concours de beauté pour adolescentes et participant à une ligue de roller derby d'Austin. Barrymore a travaillé avec la scénariste Shauna Cross pendant des mois sur des révisions de scénario, la poussant à « éviter les perspectives plus ordonnées de son histoire, pour rendre les choses plus brutes et ouvertes ». Alors que le film a eu un impact limité au box-office, il a été favorablement accueilli, et selon le site Web d'agrégation de revues Rotten Tomatoes, les critiques sont convenus que ses « débuts de réalisatrice ont suffisamment de charme, d'énergie et d'humour bon enfant pour transcender ses nombreux clichés »,. Pour ce film, Barrymore a recueilli des nominations pour un cheval de bronze au Festival du film de Stockholm et pour le prix EDA Female Focus à l' Alliance of Women Film Journalists en 2009. Dans Everybody's Fine (2009), Barrymore joue la fille d'un retraité récemment veuf (Robert De Niro). Le drame n'est pas un succès au box-office mais Stephen Holden du New York Times a considéré Barrymore « aussi ingénue que jamais » dans ce qu'il a décrit comme un « petit rôle »,.

### Diversification et confirmation (depuis 2010)

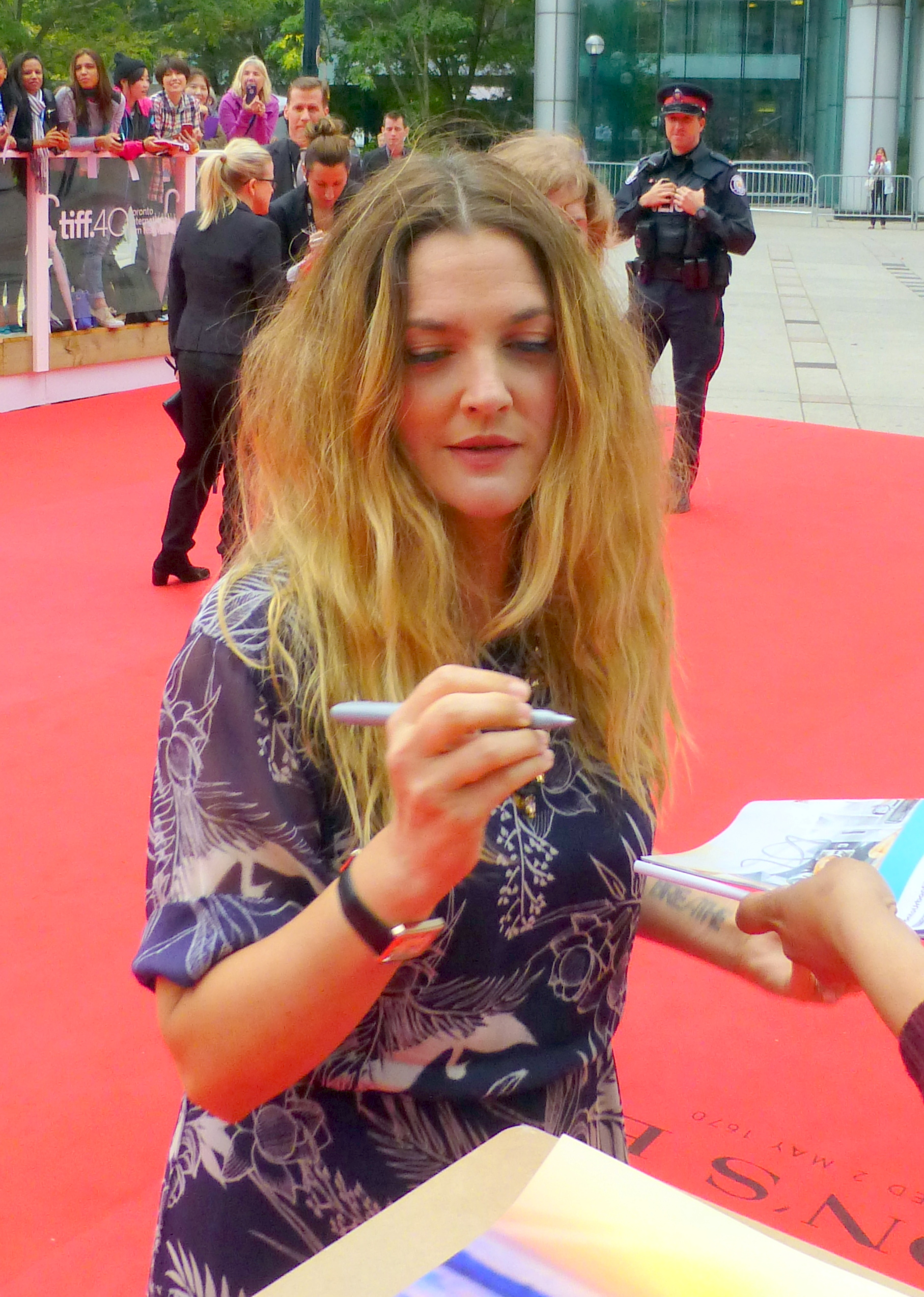
Au Festival international du film de Toronto 2015, pour la présentation de Ma meilleure amie.

En 2010, elle partage la vedette avec son compagnon de l'époque, Justin Long, dans la comédie romantique Trop loin pour toi, qui suit l'histoire d'un couple faisant face à des hauts et des bas de la relation à distance, tout en faisant la navette entre New York et San Francisco. À sa sortie en salles, le long-métrage obtient un accueil critique mitigé, qui l'ont décrit comme « plus opportun et un peu plus honnête que la plupart des comédies romantiques » et ne rencontre pas un succès commercial, rapportant que 40 millions de dollars de recettes mondiales au box-office, pour un budget de 32 millions de dollars.
Tout en continuant la production en devenant productrice déléguée de plusieurs supports aussi bien au cinéma qu'à la télévision, Drew Barrymore est à l'affiche en 2012 du drame Miracle en Alaska, pour lequel elle retourne sous la direction de Ken Kwapis, qui relate l'Operation Breakthrough de 1988, effort international pour sauver trois baleines grises piégées dans la glace à Point Barrow en Alaska. Le rôle de Barrymore, Rachel Kramer, est basée sur l'activiste de Greenpeace Cindy Lowry. En dépit de critiques positives, le film est un échec commercial.
En 2014, elle est l'affiche de la comédie Famille recomposée aux côtés d'Adam Sandler, dans laquelle elle incarne une femme récemment divorcée se retrouvant dans une situation familiale avec un veuf (interprété par Sandler). Le critique James Berardinelli de ReelViews rejette l'« humour aléatoire » de l'histoire et qu'il n'a pas le même charme que les deux précédents films mettant Barrymore et Sandler en vedette, rejoignant les nombreux critiques défavorables qui accompagnent la sortie du film. Famille recomposée engrange près de 128 millions de dollars de recettes mondiales, résultat en demi-teinte en raison du box-office décevant sur le sol américain.
L'année d'après, elle renoue avec le cinéma indépendant pour la comédie dramatique Ma meilleure amie réalisé par Catherine Hardwicke, où elle donne la réplique à Toni Collette dans les rôles de deux amies d'enfance dont la relation est mise à rude épreuve quand l'une fonde une famille et que l'autre est gravement malade. Malgré une sortie et un impact au box-office limités, le film obtient de bonnes critiques au moment de sa sortie.
Après s'être fait rare en 2016, en étant la productrice déléguée de la comédie Célibataire, mode d'emploi  et une apparition dans un épisode de la série Odd Mom Out, elle soigne son retour en 2017 en devenant l’héroïne de Santa Clarita Diet dans laquelle elle partage la vedette aux côtés de Timothy Olyphant, avec qui elle officie également comme productrice déléguée. Dans cette série qui mélange horreur et comédie, elle incarne une mère de famille, exerçant la profession d’agent immobilier aux côtés de son mari, qui se transforme en mort vivant assoiffée de sang. Dès sa première diffusion, la série est favorablement accueilli par la critique,,. Rolling Stone estime qu'« une grande partie des [rires de la série] se résume au charme inécrasable de Drew Barrymore » et a en outre fait remarquer que « la série
est un retour bienvenu pour Barrymore, la chose sauvage éternellement aimée de l'ère grunge - ce n'est pas seulement son grand pas à la télévision, mais sa première performance très médiatisée depuis des années » et « d'une certaine manière, cela revient aux rôles qu'elle jouait au début [des années 90], jouant des femmes fatales dans des films comme Le Démon des armes ou Le Double maléfique ». La série est rapidement renouvelée pour une seconde saison face à l'engouement qu'elle suscite auprès du public et de la presse, mais en dépit de critiques positives, elle est arrêtée à l'issue de la saison trois. La même année, elle participe à la production d’une nouvelle version cinématographique de Charlie's Angels qui est cette fois-ci réalisée par Elizabeth Banks.
En 2020, elle est à l'affiche du film Le Beau Rôle, réalisé par Jamie Babbit, qui devait être initialement présenté au Festival de Tribeca en avril de la même année mais a été annulé en raison de la pandémie de Covid-19,. Depuis le 14 septembre 2020, elle anime et produit le talk-show télévisé diffusé en syndication, The Drew Barrymore Show, qui est également disponible en format podcast sur Spotify. Malgré des débuts difficiles, The Drew Barrymore Show voit une progression des audiences au fil des saisons,, devenant au cours de sa troisième saison le quatrième talk-show le plus suivi en syndication.
Le 11 mars 2021, Barrymore a déclaré qu'elle prenait une pause indéfinie dans le métier d'actrice. Elle écrit un livre de cuisine avec la cheffe Pilar Valdes intitulé Rebel Homemaker, qui est un best-seller du New York Times,. En juin 2021, elle lance Drew Magazine, un magazine de style de vie trimestriel publié par l'éditeur Bauer Media USA. En 2023, Barrymore est nommée comme étant l'une des 100 personnes les plus influentes au monde par le magazine Time.
Le 11 septembre 2023, Barrymore a tenté de reprendre son talk-show avec des épisodes sans scénaristes, en raison de la grève de la Writers Guild of America. Bien que le SAG ait déclaré qu'en tant qu'animatrice de l'émission, elle n'était pas tenue de faire grève, son émission s'est poursuivie sans personnel de rédaction syndiqué. Mais des membres de la guilde des scénaristes sont venus manifester devant les lieux de tournage. Deux membres du public ont été refoulés pour avoir porté des épinglettes WGA. En raison de ces événements, la National Book Foundation a décidé d'annuler la présence de Barrymore en tant qu'hôte lors de la 74e National Book Awards alors à venir,,. Quelques jours plus tard, Barrymore publie une vidéo sur son compte Instagram affirmant « je crois qu'il n'y a rien que je puisse faire ou dire en ce moment pour que ça se passe bien »,,,. La vidéo a été supprimée de son compte à la suite de critiques,,. Le 17 septembre 2023, Drew Barrymore annonce sur sur Instagram qu'elle mettait en pause la production de l'émission jusqu'à la fin de la grève en raison des réactions négatives, écrivant « J'ai écouté tout le monde et je fais la décision de suspendre la première de la série jusqu'à la fin de la grève » et ajoutant « Je n'ai pas de mots pour exprimer mes plus sincères excuses à tous ceux que j'ai blessés et, bien sûr, à notre incroyable équipe qui travaille sur la série et qui a fait c'est ce que c'est aujourd'hui »,,. La quatrième saison commencera finalement sa diffusion le 16 octobre 2023, trois semaines après la fin de la grève.
Le succès d'audience du talk-show de Barrymore lui a permis en 2024 d'être renouvelée pour une cinquième et sixième saison,,,.
Parallèlement à son talk-show, Barrymore est la productrice déléguée et co-anime la reprise du jeu télévisée Hollywood Squares aux côtés de Nate Burleson (en) et diffusée sur CBS. Elle occupe la place du « Center Square », la case centrale de la grille dans cette version aux côtés de célébrités. Lancée le 16 janvier 2025, l'émission est renouvelée pour une deuxième saison.

## Image publique

### Activités publiques et engagements

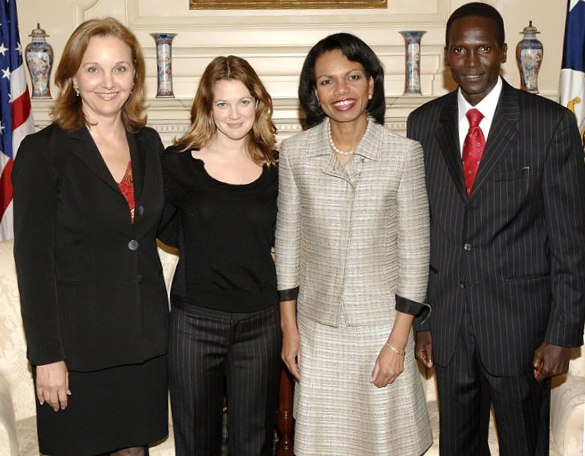
Avec Condoleezza Rice, en tant qu'ambassadrice contre la faim pour le World Food Programme de l'ONU.

Drew Barrymore est devenue mannequin et porte-parole de CoverGirl (en) Cosmetics en 2007. En février 2015, elle est devenue l'un des visages de CoverGirl, aux côtés de Queen Latifah et Taylor Swift. La société s'est associée à elle parce qu'« elle reproduit l'image emblématique de CoverGirl avec sa beauté fraîche et naturelle et son esprit énergique mais authentique », a déclaré Esi Eggleston Bracey, vice-président et directeur général de CoverGirl Cosmetics North America. Elle a apporté non seulement sa personnalité dans cette approbation, mais aussi son côté créatif, car elle a également aidé à créer les publicités. En 2007, le magazine People l'a classé en première place de sa liste annuelle des 100 plus belles personnes. Elle a été nommée le nouveau visage de la ligne de bijoux de Gucci,. En tant que mannequin, Barrymore a signé un contrat avec IMG Models de New York. Elle a également été porte-parole de Crocs.
En mai 2007, l'actrice est nommée ambassadrice contre la faim pour le Programme alimentaire mondial, organisme de l'ONU, et fait un don d'un million de dollars. Elle soutient de nombreuses causes caritatives en soutenant d'autres organisations tels que l'Alliance for Women in Media Foundation, organisation à but non lucratif qui œuvre pour soutenir les femmes dans les médias aux États-Unis, mais aussi des organisations comme la cause animale, l'éducation, la santé, la protection des enfants, le soutien familial et les droits de l'homme. Elle est porte-parole de la Female Health Foundation, une organisation qui sensibilise les jeunes enfants aux maladies sexuellement transmissibles et aux grossesses non désirées. Elle est également activement et financièrement impliqué auprès de Wildlife Waystation, une organisation dont le but est de sauver et d'accueillir des animaux du monde entier. En 2008, elle s'est opposée à la proposition 8, référendum controversée visant à interdire le mariage homosexuel en Californie, en rejoignant des milliers de manifestants. Sa philanthropie est saluée par des prix récompensant sa générosité.
Ayant le goût pour la photographie, elle fait des photos pour une série de magazines intitulée They Shoot New York, elle est apparue sur la couverture en tenant un appareil photo argentique Pentax K1000, et espère exposer ses œuvres un jour dans une galerie. À ce sujet, elle déclare, en 2010 : « Depuis dix ans, je trimbale un Pentax partout avec moi. J’ai pris des milliers de photos. Mes amis, mes voyages, mes soirées… tout est en bobine. Je suis enfin en train de les archiver. Mon rêve ? Exposer dans une galerie ».
Barrymore a lancé une ligne de mode féminine à l'automne 2017 en collaboration avec Amazon.com appelée Dear Drew, qui présentait une boutique éphémère à New York qui a ouvert ses portes en novembre de la même année.

### Succès commercial et revenus
Les films dans lesquels Drew Barrymore est apparue ont totalisé plus de 3,4 milliards de dollars de recettes au box-office mondial, dont 2 milliards de dollars aux États-Unis. En France, les films dans lesquels elle est à l'affiche affichent un cumul de près de 23,5 millions d'entrées.

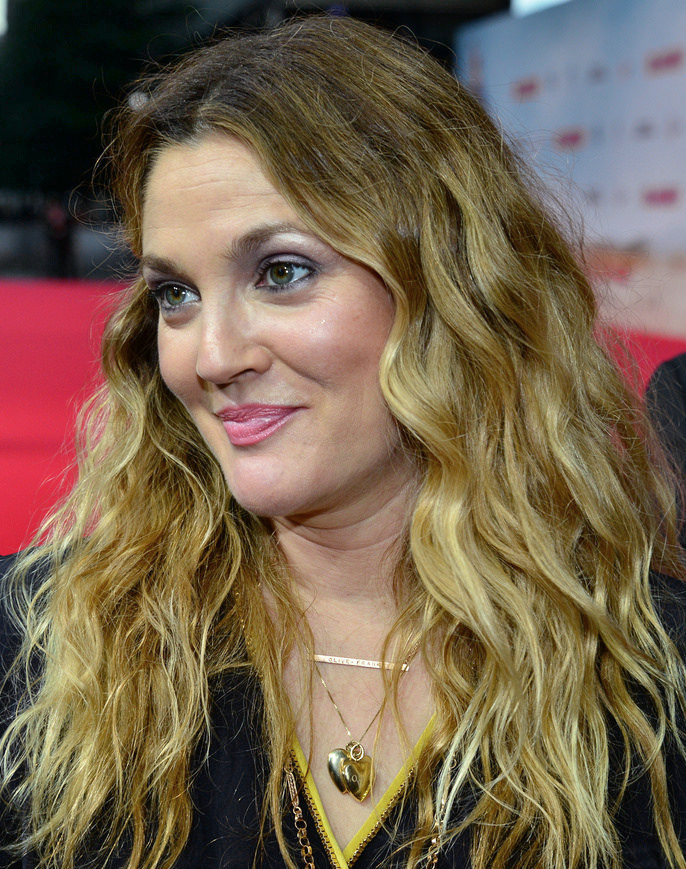
Barrymore en 2014 lors de la première à Berlin de Famille recomposée.

Le long-métrage qui l'a fait connaître du grand public lorsqu'elle est âgée de sept ans, E.T., l'extra-terrestre, demeure le plus grand succès commercial de sa carrière avec près de 793 millions de dollars de recettes au box-office mondial, dont 437 millions rien qu'aux États-Unis, en prenant en compte la première sortie du film en 1982 et les ressorties qui ont suivis entre 1985 et 2022, pour un budget de production estimé à 10,5 millions de dollars. Ce résultat permet au long-métrage réalisé par Steven Spielberg de se hisser à la 28e place des meilleures recettes sur le territoire américain toutes années confondues et à la 102e place du box-office mondial. En France, le film est également le plus grand succès de sa filmographie avec plus de 9 millions d'entrées toutes exploitations confondues (dont 7 millions d'entrées lors de sa sortie initiale en 1982).
Toutefois, l'actrice ne connaîtra pas les mêmes succès commerciaux à l'échelle de E.T. par la suite, tels que Firestarter et Divorce à Hollywood en 1984 et Cat's Eye l'année suivante, bien que ces trois films ont légèrement dépassés leurs coûts de production au box-office. Ce n'est qu'à partir du milieu des années 1990 que Drew Barrymore, devenue adulte, renoue véritablement avec le succès commercial surtout grâce au film Scream, qui relance durablement sa carrière avec plus de 173 millions de dollars de recettes mondiales, dont 103 millions sur le sol américain, alors qu'il n'a coûté que 15 millions de dollars. À la suite du triomphe de Scream, Drew Barrymore connaît une série de succès au box-office avec Wedding Singer : Demain, on se marie !, À tout jamais, une histoire de Cendrillon, College attitude, Charlie et ses drôles de dames et sa suite, Amour et amnésie, Le Come-Back, Ce que pensent les hommes et Famille recomposée. Elle officie également comme productrice sur certains de ses films à partir de 1999 via sa société de production Flower Films.
En France, seuls six de ses films ont atteint le cap du million d'entrées en dehors de E.T., l'extraterrestre, notamment Scream et le diptyque Charlie's Angels et deux dans lesquels elle tient le rôle principal (Le Come-Back et Ce que pensent les hommes) ont atteint le cap du demi-million d'entrées en salles.
Selon le Top 10 annuel des salaires des stars du Hollywood Reporter, Drew Barrymore est à égalité à la huitième place sur la liste des dix meilleurs salaires des actrices, touchant de 10 à 12 millions de dollars par film pour 2006. Selon le site IMDb, elle aurait touchée 75 000 dollars pour son rôle dans E.T., l'extraterrestre. Au fur et à mesure de sa carrière, l'actrice touche un salaire allant de 500 000 dollars (pour Scream et Donnie Darko) à 15 millions de dollars (pour Le Come-Back, son plus grand salaire touchée pour un film selon les sources),.

## Vie privée
En 1991, Drew Barrymore était fiancé au petit-fils de Leland Hayward, Leland III, mais les fiançailles ont été annulées quelques mois plus tard. Elle a été fiancée à l'acteur et chanteur Jamie Walters (en) de 1992 à 1993.

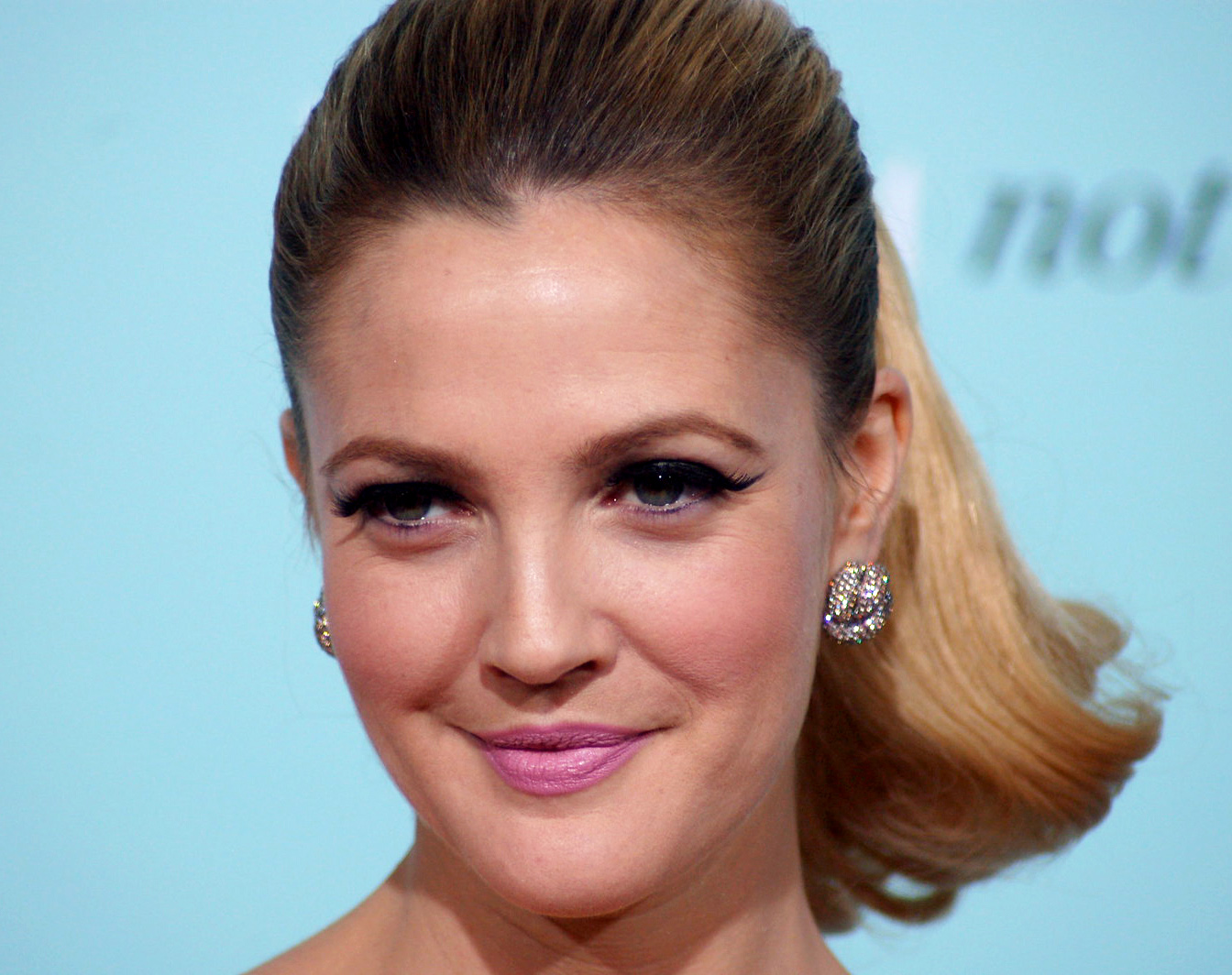
Barrymore en février 2009 lors de la première de Ce que pensent les hommes.

À 19 ans, Barrymore épouse Jeremy Thomas, propriétaire d'un bar de Los Angeles, âgé de 31 ans et originaire du Pays de Galles, le 20 mars 1994, après seulement six semaines de relation,,. Après 19 jours de mariage, ils se séparent. Moins de deux mois plus tard, Barrymore demande le divorce, affirmant que Thomas ne l'a épousée que pour de l'argent et une carte verte,,. Leur divorce est prononcé l'année suivante. Dans une interview accordée à Rolling Stone en 1995 , Barrymore appelle Thomas « le diable ».
À la fin de 1994, Barrymore a commencé à sortir avec le guitariste du groupe Hole, Eric Erlandson, suivi de l'animateur et comédien de MTV Tom Green en 1999. Green et elle se sont fiancés en juillet 2000 et se sont mariés un an plus tard. Ensemble, le couple a joué dans Charlie et ses drôles de dames et le premier film de Green en tant réalisateur, Va te faire foutre Freddy. Green demandera le divorce en décembre 2001, qui sera finalisé le 15 octobre 2002,.
En 2002, Barrymore a commencé à sortir avec le batteur des Strokes, Fabrizio Moretti, peu de temps après leur rencontre lors d'un concert. Leur relation a pris fin en janvier 2007,. Elle a commencé à sortir avec l'acteur Justin Long, mais ont rompu en juillet 2008. Barrymore et Long se remettent en couple lors du tournage de Trop loin pour toi en 2009, avant de se séparer à nouveau l'année suivante.
Début 2011, Barrymore a commencé à sortir avec le consultant en art Will Kopelman, fils de l'ancien directeur de l'exploitation de Chanel, Arie L. Kopelman (en). Le couple annonce ses fiançailles en janvier 2012,, avant de se marier le 2 juin de la même année à Montecito, en Californie. Quatre jours plus tard, l'image du mariage du couple est apparue sur la couverture du magazine People. Ils ont deux filles, Olive Barrymore Kopelman née le 26 septembre 2012, et Frankie Barrymore Kopelman, née le 22 avril 2014,. Le 2 avril 2016, Barrymore et Kopelman ont publié une déclaration annonçant leur séparation, qui serait justifié par un désaccord concernant leur lieu de vie, Drew Barrymore souhaitant s'installer à Los Angeles tandis que son mari préférait rester à New York. Le 15 juillet 2016, Barrymore a officiellement demandé le divorce, qui a été finalisé le 3 août 2016,.
Dans une interview avec Contactmusic.com en 2003, Barrymore annonce sa bisexualité et déclare qu'« une femme et une femme sont belles comme le sont un homme et une femme »,.
Elle est une amie proche de l'actrice Cameron Diaz, qui se connaissent depuis l'adolescence lorsque Barrymore travaillait dans un café et Diaz faisait ses débuts dans le mannequinat, avant de tourner ensemble dans Charlie et ses drôles de dames et sa suite,, de la productrice Nancy Juvonen, rencontrée lorsque le frère de celle-ci travaillait comme assistant producteur sur le film De l'amour à la folie, dans lequel Barrymore tient le rôle principal, avec laquelle fondera sa société de production Flower Films, de l'acteur et animateur Jimmy Fallon, rencontrée sur le Saturday Night Live lorsqu'elle était invitée et de l'acteur Adam Sandler, avec qui elle a tourné à trois reprises sur Wedding Singer, Amour et amnésie et Famille recomposée. Elle est à l'origine de la rencontre entre Fallon et Juvonen sur le plateau du Saturday Night Live en 2004 avant que le couple se marie en 2007.
Elle est également la marraine de Frances Bean Cobain, la fille de Kurt Cobain et de Courtney Love.
Barrymore suit un régime à base de plantes. Elle aurait convaincu Cardi B d'essayer le véganisme,,. À partir de 2023, Barrymore réside à Manhattan, où elle présente The Drew Barrymore Show.

## Filmographie
Sauf indication contraire, les informations mentionnées dans cette section peuvent être confirmées par la base de données cinématographiques IMDb,  présente dans la section « Liens externes ».

### Comme actrice

#### Cinéma

##### Années 1980
- 1980 : Au-delà du réel (Altered States) de Ken Russell : Margaret Jessup
- 1982 : E.T. l'extra-terrestre (E.T. the Extra-Terrestrial) de Steven Spielberg : Gertie Taylor
- 1984 : Firestarter de Mark L. Lester : Charlene « Charlie » McGee
- 1984 : Divorce à Hollywood (Irreconcilable Differences) de Charles Shyer : Casey Brodsky
- 1985 : Cat's Eye de Lewis Teague : Amanda
- 1989 : À demain, mon amour (See You In The Morning) d'Alan J. Pakula : Cathy Goodwin
- 1989 : Mauvaises Rencontres (Far from Home) de Meiert Avis (en) : Joleen Cox

##### Années 1990
- 1991 : Motorama de Barry Shils : la fille du rêve (caméo)
- 1992 : Fleur de poison (Poison Ivy) de Katt Shea : Ivy
- 1992 : Waxwork 2 : Perdus dans le temps (Waxwork II: Lost in Time) d'Anthony Hickox : la victime du vampire (caméo)
- 1992 : Le Démon des armes (Guncrazy) de Tamra Davis : Anita Minteer
- 1992 : Société secrète (No Place to Hide) de Richard Danus : Tinsel Hanley
- 1993 : Le Double maléfique (Doppelganger) d'Avi Nesher : Holly Gooding
- 1993 : Wayne's World 2 de Stephen Surjik : Bjergen Kjergen
- 1994 : Belles de l'Ouest (Bad Girls) de Jonathan Kaplan : Lilly Laronette
- 1994 : Inside the Goldmine de Josh Evans : Daisy (caméo)
- 1995 : Avec ou sans hommes (Boys on the Side) de Herbert Ross : Holly Pulchik
- 1995 : De l'amour à la folie (Mad Love) de Antonia Bird :  Casey Roberts
- 1995 : Batman Forever de Joel Schumacher : Sugar
- 1996 : Tout le monde dit I love you (Everyone Says I Love You) de Woody Allen : Skylar Dandridge
- 1996 : Scream de Wes Craven : Casey Becker
- 1997 : Best Men de Tamra Davis : Hope
- 1997 : Wishful Thinking d'Adam Park : Lena
- 1998 : Wedding Singer : Demain, on se marie ! (The Wedding Singer) de Frank Coraci : Julia Sullivan
- 1998 : À tout jamais, une histoire de Cendrillon (Ever After) d'Andy Tennant : Danielle de Barbarac
- 1998 : Méli-Mélo (Home Fries) de Dean Parisot : Sally Jackson
- 1999 : College Attitude (Never Been Kissed) de Raja Gosnell : Josie Geller

##### Années 2000
- 2000 : Dis maman, comment on fait les bébés ? (Skipped Parts) de Tamra Davis : "Fantasy Girl"
- 2000 : Charlie et ses drôles de dames (Charlie's Angels) de McG : Dylan Sanders
- 2001 : Donnie Darko de Richard Kelly : Karen Pomeroy
- 2001 : Va te faire foutre Freddy ! (Freddy Got Fingered) de Tom Green : la réceptionniste de Davidson (caméo)
- 2001 : Écarts de conduite (Riding in Cars with Boys) de Penny Marshall : Beverly Donofrio
- 2002 : Confessions d'un homme dangereux (Confessions of a Dangerous Mind) de George Clooney : Penny Pacino
- 2003 : Charlie's Angels : Les Anges se déchaînent ! (Charlie's Angels: Full Throttle) de McG : Dylan Sanders
- 2003 : Un duplex pour trois (Duplex) de Danny DeVito : Nancy Kendricks
- 2004 : Amour et Amnésie (50 First Dates) de Peter Segal : Lucy Whitmore
- 2005 : Terrain d'entente (Fever Pitch) de Bobby et Peter Farrelly : Lindsey Meeks
- 2007 : Le Come-Back (Music and Lyrics) de Marc Lawrence : Sophie Fisher
- 2007 : Lucky You de Curtis Hanson : Billie Offer
- 2009 : Ce que pensent les hommes (He's Just Not That Into You) de Ken Kwapis : Mary Harris
- 2009 : Bliss (Whip It) d'elle-même : Smashley Simpson
- 2009 : Everybody's Fine de Kirk Jones : Rosie Goode

##### Années 2010
- 2010 : Trop loin pour toi (Going the Distance) de Nanette Burstein : Erin Rankin Langford
- 2012 : Miracle en Alaska (Big Miracle) de Ken Kwapis : Rachel Kramer
- 2014 : Famille recomposée (Blended) de Frank Coraci : Lauren Reynolds
- 2015 : Ma meilleure amie (Miss You Already) de Catherine Hardwicke : Jess

##### Années 2020
- 2020 : Le Beau Rôle (The Stand-In) de Jamie Babbit : Candy Black / Paula
- 2021 : Un château pour Noël (A Castle for Christmas) de Mary Lambert : elle-même (caméo)
- 2022 : Scream de Matt Bettinelli-Olpin et Tyler Gillett : la principale au micro (voix, caméo non crédité)
- 2023 : Jackpot (court-métrage) de Josh Ricks : elle-même (caméo)
- 2024 : Smile 2 de Parker Finn : elle-même[218] (caméo)

#### Télévision

##### Téléfilms
- 1978 : Suddenly, Love de Stuart Margolin : Bobbi Graham (non créditée)
- 1980 : Bogie de Vincent Sherman : Leslie Bogart
- 1986 : Lisa au pays des jouets (Babes in Toyland) de Clive Donner :  Lisa Piper
- 1987 : A Conspiracy of Love de Noel Black : Jody Woldarski
- 1992 : Sketch Artist (en) de Phedon Papamichael : Daisy
- 1993 : L'Affaire Amy Fisher (The Amy Fisher Story) d'Andy Tennant : Amy Fisher
- 2009 : Grey Gardens de Michael Sucsy : Edith « Little Edie » Bouvier Beale

##### Séries télévisées
- 1985 : ABC Weekend Specials : Con Sawyer (saison 9, épisode 1)
- 1985 : Histoires fantastiques (Amazing Stories) : La fille du train (saison 1, épisode 1 - non créditée)
- 1986 : Ray Bradbury présente (The Ray Bradbury Theater) : Heather Leary (saison 1, épisode 5)
- 1989 : CBS Schoolbreak Special : Susan (saison 6, épisode 5)
- 1992 : 2000, avenue de l'océan (2000 Malibu Road) : Lindsay Rule
- 1998 : The Larry Sanders Show : elle-même (saison 6, épisode 10)
- 2016 : Odd Mom Out : Meredith (saison 2, épisode 6)
- 2017 : First Dates : La narratrice (saison 1, épisode 1)
- 2017 - 2019 : Santa Clarita Diet : Sheila Hammond (rôle principal - 30 épisodes)
- 2018 : The Daily Show : Investisseur (saison 23, épisode 82)
- 2023 : The Eric Andre Show : elle-même (saison 6, épisode 6)
- 2023 : And Just Like That... : elle-même (saison 2, épisode 7)

Drew Barrymore a également participé à dix épisodes de l'émission de variétés à sketches humoristique Saturday Night Live entre 1982 à 2018, six fois comme hôte hebdomadaire et cinq fois comme invitée en caméo non créditée au générique. Elle a également fait un caméo dans l'émission spéciale Saturday Night Live 25th Anniversary Special, diffusée en 1999 et célébrant les vingt-cinq ans de l'émission.

### Comme animatrice
- depuis 2020 : The Drew Barrymore Show (talk-show)
- depuis 2025 : Hollywood Squares (jeu télévisée)

### Comme productrice
- 1999 : College Attitude (Never Been Kissed) de Raja Gosnell (productrice déléguée)
- 1999 : Olive, renne d'un jour (Olive, The Other Reindeer) d'Oscar Moore (téléfilm - productrice déléguée)
- 2000 : Charlie et ses drôles de dames (Charlie's Angels) de McG
- 2001 : Donnie Darko de Richard Kelly (productrice déléguée)
- 2003 : Charlie's Angels : Les Anges se déchaînent ! (Charlie's Angels: Full Throttle) de McG
- 2003 : Un duplex pour trois (Duplex) de Danny DeVito
- 2005 : Terrain d'entente (Fever Pitch) de Peter Farrelly et Bobby Farrelly
- 2008 : Shoot to Kill (pilote - productrice déléguée)
- 2009 : Bliss (Whip it !) d'elle-même
- 2009 : Ce que pensent les hommes (He's Just Not That Into You) de Ken Kwapis (productrice déléguée)
- 2009 - 2013 : Tough Love (série télévisée, 36 épisodes - productrice déléguée)
- 2010 : Tough Love: Couples (série télévisée, 8 épisodes - productrice déléguée)
- 2011 : Charlie's Angels (série télévisée, 8 épisodes - productrice déléguée)
- 2013 - 2015 : Knife Fight (série télévisée, 49 épisodes - productrice déléguée)
- 2014 : Animal de Brett Simmons (productrice déléguée)
- 2014 : Happy Camp de Josh Anthony (productrice déléguée)
- 2016 : Célibataire, mode d'emploi (How to Be Single) de Christian Ditter (productrice déléguée)
- 2016 - 2017 : Rattled (série télévisée, 17 épisodes - productrice déléguée)
- 2017 : Freak Show de Trudie Styler (productrice déléguée)
- 2017 - 2019 : Santa Clarita Diet (série télévisée, 30 épisodes - productrice déléguée)
- 2019 : Charlie's Angels d'Elizabeth Banks (productrice déléguée)
- 2020 : Le Beau Rôle (The Stand-In) de Jamie Babbit (productrice déléguée)
- depuis 2020 : The Drew Barrymore Show (talk-show, productrice déléguée)
- 2023 : Princess Power (en) (série télévisée, 14 épisodes - productrice déléguée)
- depuis 2025 : Hollywood Squares (jeu télévisée, co-productrice déléguée)

### Comme réalisatrice
- 2004 : Choose or Lose Presents: The Best Place to Start (documentaire télévisé)
- 2009 : Bliss (Whip it !)
- 2011 : Best Coast: Our Deal (court métrage)

### Doublage
Drew Barrymore prête sa voix notamment à des films et séries d'animations.

#### Téléfilms d'animation
- 1986 : Star Fairies (en) de Ray Patterson : Hillary
- 1999 : Olive, renne d'un jour (Olive, the Other Reindeer) d'Oscar Moore : Olive

#### Films d'animation
- 2000 : Titan A.E. de Don Bluth :  Akima Kunimoto
- 2006 : Georges le petit curieux (Curious George) de Matthew O'Callaghan : Maggie

#### Films
- 2009 : Le Chihuahua de Beverly Hills (Beverly Hills Chihuahua) de Raja Gosnell : Chloe

#### Séries d'animation
- 2000 - 2022 : Les Simpson (The Simpsons) : Sophie (voix - saison 12, épisode 3) / elle-même (voix - saison 34, épisode 4[220])
- 2005 - 2013 : Les Griffin (Family Guy) : Jillian Russell / Mrs. Lockhart (voix - 12 épisodes)
- 2023 : Princess Power (en) : Headmistress Miranda (voix - 7 épisodes)

## Distinctions

Drew Barrymore obtient son étoile sur le Hollywood Walk of Fame le 3 février 2004.

Au cours de sa carrière, les prestations de Drew Barrymore ont été régulièrement distinguées auprès des industries du cinéma et de la télévision à partir de E.T., l'extra-terrestre en 1982, pour lequel elle obtient le prix de la meilleure jeune actrice dans un second rôle au Young Artist Awards et une nomination au BAFTA dans la catégorie meilleure nouvelle venue dans un rôle principal..
Elle obtiendra également trois nominations aux Golden Globes (meilleure actrice dans un second rôle pour Divorce à Hollywood en 1985 et meilleure actrice dans une mini-série ou téléfilm pour Le Démon des armes en 1993 et pour Grey Gardens en 2010, prix qu'elle obtiendra pour ce dernier. Aux Emmy Awards, c'est pas moins de deux nominations aux Primetime Emmy Awards notamment pour Grey Gardens en 2010 et cinq nominations aux Daytime Emmy Awards, principalement pour son talk-show The Drew Barrymore Show en 2021 et 2022.
Barrymore a été également récompensée aux Saturn Awards pour À tout jamais (1999), aux MTV Movie Awards pour Wedding Singer (1999), Charlie et ses drôles de dames (2001) et Amour et amnésie (2005), aux Kids' Choice Awards pour Wedding Singer et À tout jamais (1999) et Charlie et ses drôles de dames (2001) et aux Satellite Awards pour Grey Gardens (2010).
En 1999, Barrymore a été honorée par la Young Artist Foundation avec son prix « Lifetime Achievement » pour l'ancienne enfant star commémorant ses réalisations exceptionnelles au sein de l'industrie cinématographique en tant qu'enfant actrice.
Pour ses contributions à l'industrie cinématographique, Barrymore a reçu une étoile de cinéma sur le Hollywood Walk of Fame en 2004. Il est situé au 6925 Hollywood Boulevard.

### Récompenses
- Young Artist Awards 1983 : meilleure jeune actrice dans un second rôle pour E.T. l'extraterrestre
- MystFest 1993 : meilleure actrice pour Le Démon des armes
- MTV Movie Awards 1998 : meilleur baiser (avec Adam Sandler) pour Wedding Singer : Demain, on se marie !
- Young Artist Awards 1999 : meilleure réussite d'un ancien enfant star
- Kids' Choice Awards 1999 : meilleure actrice pour Wedding Singer : Demain, on se marie ! et pour À tout jamais, une histoire de Cendrillon
- Saturn Awards 1999 : Meilleure actrice pour À tout jamais, une histoire de Cendrillon
- Women in Film Crystal Awards 1999 : Crystal Award
- Hollywood Film Festival 1999 : Actrice de l'année
- Blockbuster Entertainment Awards 1999 : meilleure actrice dans un film dramatique ou romantique pour À tout jamais, une histoire de Cendrillon
- Elle Women in Hollywood Awards 2000 : Icon Award
- ShoWest Convention 2000 : Special Award de l'actrice de comédie de l'année
- Kids' Choice Awards 2000 : meilleure actrice pour Charlie et ses drôles de dames
- Blockbuster Entertainment Awards 2001  : meilleure distribution dans un film d'action pour Charlie et ses drôles de dames
- MTV Movie Awards 2001 : meilleure équipe à l'écran (avec Cameron Diaz et Lucy Liu) pour Charlie et ses drôles de dames
- Golden Apple Awards 2001 : star féminine de l'année
- Hasty Pudding Theatricals 2001 : femme de l'année
- Hollywood Makeup Artist and Hair Stylist Guild Awards 2001 : Barrymore Award
- ShoWest Convention 2004 : Special Award - Distinguished Decade of Achievement in Film
- MTV Movie Awards 2004 : meilleure équipe à l'écran (avec Adam Sandler) pour Amour et amnésie
- People's Choice Awards 2005 : meilleure alchimie (avec Adam Sandler) pour Amour et amnésie
- People's Choice Awards 2008 : Actrice de film préférée
- Gold Derby Awards 2009 : meilleure actrice dans un téléfilm ou une mini série pour Grey Gardens
- GLAAD Media Awards 2010 :  Vanguard Award
- Dorian Awards 2010 : meilleure interprétation dramatique à la télévision pour Grey Gardens
- Gracie Awards 2010 : meilleure actrice dans un programme dramatique spécial pour Grey Gardens
- Screen Actors Guild Awards 2010 : meilleure actrice dans une minisérie ou un téléfilm pour Grey Gardens
- Golden Globes 2010 : meilleure actrice dans une minisérie ou un téléfilm pour Grey Gardens
- Satellite Awards 2010 : meilleure actrice dans une minisérie ou un téléfilm pour Grey Gardens
- CinemaCon 2014 : Star féminine de l'année
- Gracie Allen Awards 2017 : meilleure actrice invitée dans une série télévisée pour Odd Mom Out
- Webby Awards 2022 : Contribution exceptionnelle pour The Drew Barrymore Show
- MTV Movie & TV Awards 2023 : Meilleure animatrice pour The Drew Barrymore Show

### Nominations
- BAFTA Awards 1983 : meilleure révélation pour E.T., l'extra-terrestre
- Golden Globes 1985 : meilleure actrice dans un second rôle pour Divorce à Hollywood
- Saturn Award 1985 : meilleure jeune actrice pour Firestarter
- Young Artist Awards 1985 : meilleure jeune actrice dans un film comique ou musical pour Divorce à Hollywood
- Daytime Emmy Awards 1986 : Meilleure actrice dans un programme pour enfants pour ABC Weekend Specials
- Young Artist Awards 1986 : meilleure jeune actrice dans un film pour Cat's Eye
- Young Artist Awards 1987 : meilleure jeune actrice dans un programme d'animation pour Star Fairies
- Young Artist Awards 1988 : meilleure jeune actrice de télévision pour Lisa aux pays des jouets
- Golden Globes 1993 : meilleure actrice dans une mini-série ou un téléfilm pour Le Démon des armes
- Saturn Award 1997 : meilleure actrice dans un second rôle pour Scream
- American Comedy Awards 1999 : meilleure actrice pour Wedding singer : Demain, on se marie !
- Blockbuster Entertainment Awards 1999 : meilleure actrice dans un film comique pour Wedding Singer : Demain, on se marie !
- Chlotrudis Awards 1999 : 
  - meilleure actrice pour Wedding Singer : Demain, on se marie !
  - meilleure actrice pour A tout jamais, une histoire de Cendrillon
- MTV Movie & TV Awards 1998 : meilleur duo à l'écran pour Wedding Singer : Demain, on se marie !, nomination partagée avec Adam Sandler
- American Comedy Awards 2000 : meilleure actrice pour College attitude
- Kids' Choice Awards 2000 : meilleure actrice pour College attitude
- MTV Movie & TV Awards 2000 : meilleure actrice pour College attitude et meilleur baiser pour Collège attitude, nomination partagée avec Michael Vartan
- Primetime Emmy Awards 2000 : meilleur programme d'animation pour Olive, renne d'un jour
- DVD Exclusive Awards 2001 : meilleure actrice dans un second rôle pour Dis maman, comment on fait les bébés ?
- MTV Movie & TV Awards 2001 : meilleur combat pour Charlie et ses drôles de dames
- Razzie Awards 2002 : pire actrice dans un second rôle pour Va te faire foutre Freddy !
- MTV Movie & TV Awards 2004 : meilleure actrice pour Amour & amnésie et meilleure séquence de danse pour Charlie's Angels : Les Anges se déchaînent !
- Razzie Awards 2004 : 
  - pire actrice pour Charlie's Angels: Les anges se déchaînent
  - pire actrice pour Un duplex pour trois
- Irish Film and Television Awards 2005 : meilleure actrice internationale pour Terrain d'entente
- Kids' Choice Awards 2005 : meilleure actrice pour Amour et amnésie
- People's Choice Awards 2005 : Actrice de film préférée
- Kids' Choice Awards 2006 : meilleure actrice pour Terrain d'entente
- People's Choice Awards 2006 : Actrice de film comique préférée
- Kids' Choice Awards 2008 : meilleure actrice pour Le Come-back
- Alliance of Women Film Journalists 2009 : Perseverance Award pour Bliss
- Primetime Emmy Awards 2009 : meilleure actrice dans une mini-série ou un téléfilm pour Grey Gardens
- Festival international du film de Stockholm 2009 : Bronze Horse Award pour Bliss
- Women's Image Network Awards 2009 : meilleure actrice pour Bliss
- People's Choice Awards 2010 : Actrice de film préférée
- People's Choice Awards 2011 : Star comique préférée
- People's Choice Awards 2015 : Actrice de film comique préférée
- Razzie Awards 2015 : pire actrice pour Famille recomposée
- People's Choice Awards 2018 : Actrice de série télévisée comique préférée pour Santa Clarita Diet
- National Film and Television Awards 2018 : Meilleure actrice dans une série télévisée pour Santa Clarita Diet
- Daytime Emmy Awards 2022 : Meilleur animatrice de talk-show de divertissement pour The Drew Barrymore Show
- Daytime Emmy Awards 2023 : Meilleur animatrice de talk-show de divertissement pour The Drew Barrymore Show

## Voix francophones
Dans les versions françaises, Laura Préjean est la voix régulière de Drew Barrymore depuis 2000 avec le film Charlie et ses drôles de dames ainsi que sa suite trois ans plus tard. La comédienne l'a également doublée notamment sur Amour et amnésie, le téléfilm Grey Gardens et la série Santa Clarita Diet.  En alternance avec Laura Préjean, Virginie Ledieu, qui l'a doublé entre 1997 et 2015, prête sa voix notamment sur Scream, Wedding Singer : Demain, on se marie !, Donnie Darko et Ce que pensent les hommes.
Cependant, en d'autres occasions, Coraly Zahonero l'a doublée sporadiquement entre 1995 et 2010 sur Avec ou sans hommes, Lucky You, Le Come-Back et Trop loin pour toi, tandis que Julie Dumas et Dominique Léandri l'ont doublée chacune à deux reprises, la première sur Tout le monde dit I Love You et Best Men et sur Confessions d'un homme dangereux et Un duplex pour trois pour la seconde.
À noter que les doublages respectifs de Everybody's Fine et de Miracle en Alaska ont réalisés en Belgique par les comédiennes Guylaine Gibert pour le premier film et Esther Aflalo pour le second,.
Au Québec, Aline Pinsonneault double régulièrement Drew Barrymore à partir de Pas besoin d'hommes en 1995, mais aussi notamment sur Match Parfait, Couple et Couplets, Tout va bien et Irremplaçable. Auparavant, Christine Bellier l'a doublée notamment sur Frissons, Le Chanteur de noces, À tout jamais et Confessions d'un homme dangereux .
- Versions françaises :
  - Laura Préjean dans Charlie et ses drôles de dames et sa suite, Amour et amnésie, Grey Gardens, la série Santa Clarita Diet, etc
  - Virginie Ledieu dans Scream, Wedding Singer : Demain, on se marie !, Donnie Darko, Ce que pensent les hommes, etc

- Versions québécoises (la liste indique les titres québécois) :
  - Aline Pinsonneault dans Pas besoin d'hommes, Match Parfait, Couple et Couplets, Tout va bien, Irremplaçable, etc.
  - Christine Bellier dans Frissons, Le Chanteur de noces, À tout jamais, Confessions d'un homme dangereux, etc.

## Culture populaire
Dans la série Insatiable de  Netflix, Patty et Nonnie, interprétées par Debby Ryan et Kimmy Shields sont fans de l’actrice.